# Volodymyr Bystrov
Volodymyr Bystrov (ukrainska: Володимир Бистров), född 25 april 2004, är en ukrainsk taekwondoutövare. 

## Karriär
I december 2023 tog Bystrov silver i 63 kg-klassen vid U21-EM i Bukarest efter en finalförlust mot spanske Iker Abad. I maj 2024 tog han brons i 63 kg-klassen vid EM i Belgrad.